# إيمي أكوف
إيمي لين أكوف (بالإنجليزية: Amy Lyn Acuff) هي متسابقة قفز زانة سابقة وعارضة أزياء أمريكية ولدت في يوم 14 يوليو 1975 في مدينة بورت أرثر في تكساس، نافست في دورات الألعاب الأولمبية 1996 و 2000 و2004 و2008 و2012، أفضل انجاز لها كان فوزها بالميدالية الذهبية في الألعاب الجامعية الصيفية 1997 في كاتانيا، إيمي أكوف هي حفيدة المغني روي أكوف.

## روابط خارجية
- إيمي أكوف على موقع الاتحاد الدولي لألعاب القوى (الإنجليزية)
- إيمي أكوف على موقع اللجنة الأولمبية الدولية (الإنجليزية)
- إيمي أكوف على موقع أوليمبيديا (الإنجليزية)
- إيمي أكوف على موقع اللجنة الأولمبية والبارالمبية الأمريكية (الإنجليزية)